# Polycyrtus donzoi
Polycyrtus donzoi är en stekelart som beskrevs av Zuniga 2004. Polycyrtus donzoi ingår i släktet Polycyrtus och familjen brokparasitsteklar. Inga underarter finns listade i Catalogue of Life.